# Morinda cytrynolistna

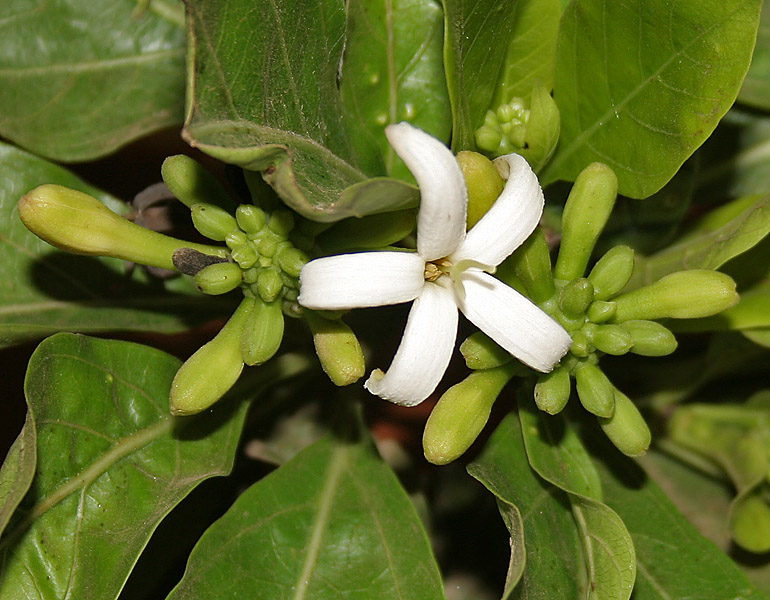
Kwiaty

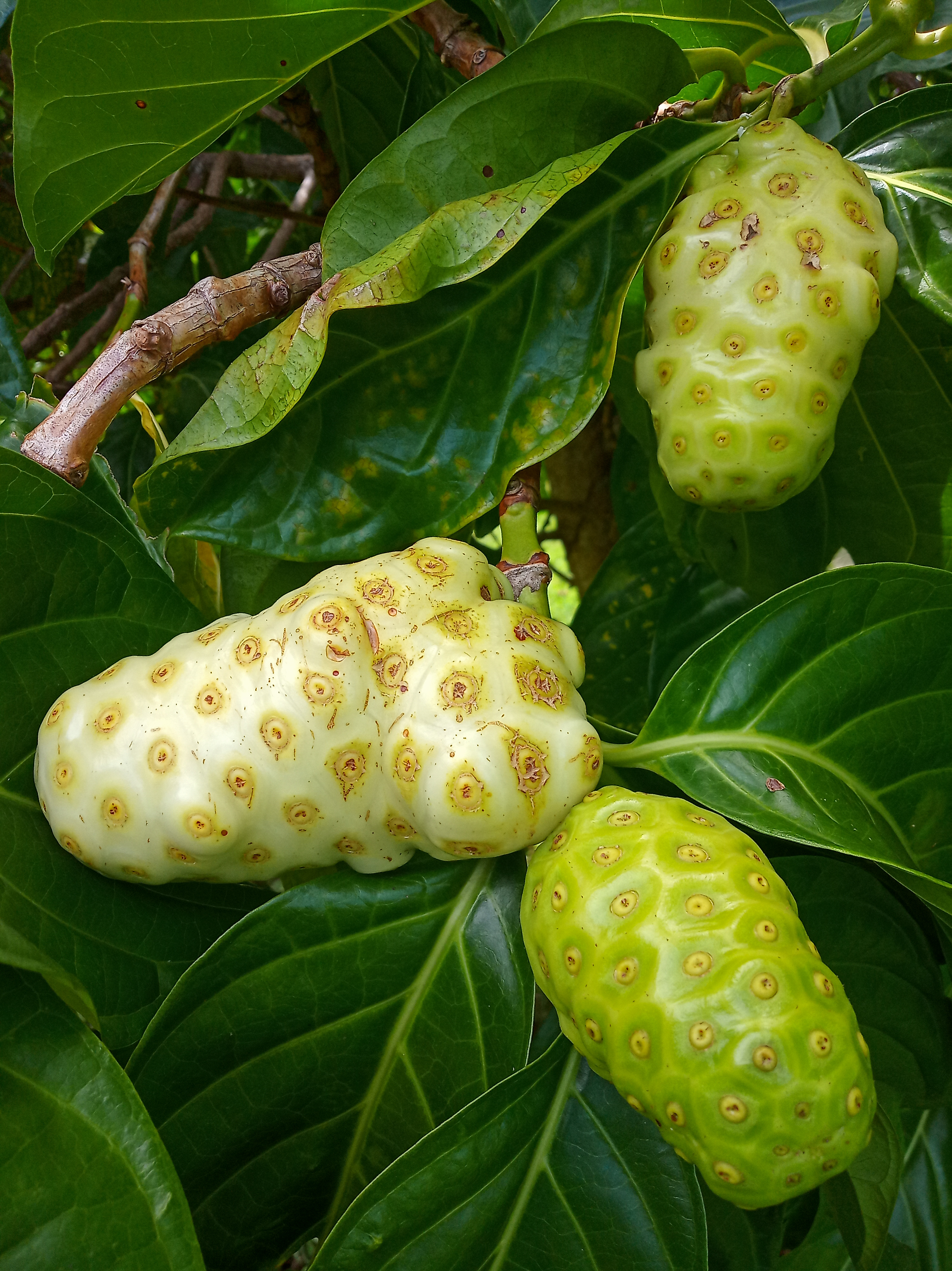
Owoce

Morinda cytrynolistna (Morinda citrifolia L.) – gatunek rośliny z rodziny marzanowatych. Pochodzi z Azji i Australii, ale została szeroko rozprzestrzeniona, głównie w strefie międzyzwrotnikowej. Jest tradycyjną rośliną leczniczą na Polinezji. Wykorzystywana jest jako lecznicza i barwierska.

## Rozmieszczenie geograficzne
Rodzimy obszar występowania gatunku obejmuje: Chiny, Tajwan, Japonię, Półwysep Indyjski, Półwysep Indochiński, wyspy Andamany i Nikobary oraz Australię. Został szeroko rozprzestrzeniony jako przyprawa i środek leczniczy. Występuje w efekcie także w Afryce, Ameryce Północnej (na Florydzie i w Meksyku), Ameryce Środkowej, północnej części Ameryki Południowej i licznych wyspach Oceanu Spokojnego.

## Morfologia
PokrójKrzew osiągający wysokość do 8 metrów.
LiścieSkórzaste, o wyraźnym użyłkowaniu.
KwiatyZebrane w gęste główki na końcach pędów. Korony są białe. Kielichy i dno kwiatowe mięśnieje w czasie owocowania.
OwoceZebrane w owocostan. Po dojrzeniu wydzielają nieprzyjemny zapach przypominający nieświeży ser. Jego źródłem są kwasy tłuszczowe (kwas kapronowy, kwas kaprylowy), powstałe z rozpadu glikozydów kwasów tłuszczowych. Owocostany osiągają 10–18 cm długości. Początkowo są zielone, zmieniają kolor na żółty, a następnie stają się niemal białe. W owocostanach znajduje się 50–150 nasion. Rozwija się 4–8 kilogramów owoców miesięcznie przez cały rok.

## Biologia i ekologia

### Rozwój
Rośliny osiągają dojrzałość po około 18 miesiącach. Porastają zarówno gęste lasy, jak i również otwarte tereny skaliste i piaszczyste. Spotykane są w bardzo różnorodnych środowiskach, m.in. na terenach wulkanicznych, skałach wapiennych, czy atolach koralowych. Gatunek toleruje zasoloną glebę. Kwitnie i owocuje przez cały rok.

### Cechy fitochemiczne
Owoce noni zawierają szerokie spektrum związków fitochemicznych, wliczając w to lignany, oligosacharydy, polisacharydy, flawonoidy, irydoidy, kwasy tłuszczowe, katechiny, skopoletyna oraz alkaloidy.
Owoce noni zawierają najwięcej irydoidów (12) wśród poznanych dotychczas roślin.
Pulpa owoców zawiera umiarkowane ilości węglowodanów oraz błonnika pokarmowego. Wartość energetyczna pulpy wynosi około 136 kJ/100 g.
Głównymi mikronutrientami są witamina C, niacyna (witamina B3), żelazo i potas. Ilość potasu w noni jest porównywalna z ilością zawartą pomarańczach. Większość składników mineralnych i witamin występuje w noni w ilościach nieprzekraczających 10% zalecanego dziennego spożycia w 100 ml soku. Wyjątek stanowi tu potas występujący w ilościach około 12% ZDS.

## Nazewnictwo
Naukowa nazwa gatunku to Morinda citrifolia. Na różnych obszarach nosi nazwę zwyczajową: noni (Hawaje), nono (Tahiti), mengkudu (Indonezja), kura (Fidżi) lub bartundi बारतुन्डी (w języku hindi).

## Zastosowanie

### Roślina lecznicza
Noni jest nierozerwalnie związana z historią tradycyjnej medycyny ludowej na obszarze Polinezji. Występuje ona również jako roślina lecznicza w wielu innych regionach, takich jak: Filipiny, Indochiny, Indie, wyspy Oceanu Indyjskiego, Malediwy, Seszele, Mauritius, Madagaskar, Zanzibar oraz dalej w kierunku wschodnich wybrzeży Afryki
KorzenieW Tradycyjnej Medycynie Chińskiej, korzenie, nazywane Ba Ji Tian, stosowane były przy leczeniu impotencji, bólach menstruacyjnych oraz bólach brzucha. Należy mieć jednak na uwadze, że nie zalecane jest stosowanie preparatów z korzeni z uwagi na zawarte w nich antrachinony takie jak lucydyna i rubiadyna.
NasionaZ uwagi na zwiększoną zawartość kwasu linolowego oraz α-tokoferolu w nasionach coraz większą popularność zdobywa olej z nasion noni, który stosowany zewnętrznie może wspomagać łagodzenie podrażnień oraz zapobieganie wysuszeniu skóry.
LiścieW tradycyjnej medycynie ludowej wysp Polinezji Francuskiej liście noni były głównym surowcem, bardziej popularnym niż owoce.
Liście zawierają podobne ilości witamin i aminokwasów jak owoce, natomiast istotne różnice dotyczą zawartości mikroelementów. Liście zawierają dziesięciokrotnie więcej potasu (ok. 2300 mg / 100 g suszonych liści) oraz 50 razy więcej sodu (ok. 540 mg / 100 g suszonych liści). To stanowi w obu przypadkach ilość równą 100% dziennego zapotrzebowania. Należy zatem zwracać uwagę na spożywane ilości produktów z liści noni.
OwoceOwoce noni zawierają szereg związków fitochemicznych, które są obecnie badane pod kątem ich przydatności terapeutycznej.
Jednym z nich jest, występujący tylko w noni, polisacharyd noni-ppt. Badania nad nim przeprowadzone wykazały, że ma on działanie immunomodulacyjne oraz przeciwnowotworowe i jako taki powinien być rozpatrywany jako uzupełnienie konwencjonalnej terapii przeciwnowotworowej.
Drugim badanym związkiem jest skopoletyna. Wykazuje ona działanie przeciwzapalne poprzez blokowanie produkcji cytokin, antyoksydacyjne, hepatoochronne oraz spazmolityczne. Badania wykazały również, że skopoletyna uruchamia proces apoptozy zmienionych leukocytów w białaczce.
Kolejną, stosunkowo niedawno odkrytą w noni, grupą związków są irydoidy. W największej ilości występują dwa: kwas deacetylasperulozydowy (DAA) oraz kwas asperulozydowy (AA). Związki te wykazują m.in. działanie anty-klastogeniczne (zapobieganie pękaniu chromosomów), anty-nocyceptywne, przeciwzapalne oraz przeciwnowotworowe.
Należy równocześnie mieć na uwadze, że żaden z produktów zawierających noni, dopuszczonych do obrotu zarówno na terenie Unii Europejskiej jak i USA, nie został zarejestrowany jako lek. To oznacza, że zabronione jest wymienianie chorób czy dolegliwości w promowaniu tych produktów.

### Roślina barwierska
Na Hawajach z korzeni pozyskuje się żółty barwnik stosowany przy farbowaniu tkanin. Z kory pozyskiwany jest brązowo-purpurowy barwnik używany do batików.

## Bezpieczeństwo

### Nowa żywność
Ponieważ produkty z noni nie były powszechnie stosowane w Unii Europejskiej przed 1997 rokiem, to zgodnie z Rozporządzeniem (WE) nr 258/97 zostały one sklasyfikowane jako Nowa żywność. Wniosek o pozwolenie na wprowadzenie do obrotu soku z noni złożyła w Belgii w 2000 r. firma Morinda Inc. Organ przeprowadzający ocenę wstępną stwierdził, że konieczna jest ocena dodatkowa, która została przeprowadzona przez Komitet Naukowy ds. Żywności w 2002 r.. Na podstawie tej opinii Komisja Europejska wydała w dniu 5 czerwca 2003 r. decyzję nr 2003/426/EC, zezwalającą na wprowadzenie do obrotu soku z owoców noni, jako nowego składnika żywności do stosowania w pasteryzowanych sokach owocowych.
Kolejne decyzje – nr 2008/985/EC, zezwalająca na wprowadzenie do obrotu produktów z liści noni, wydana 15 grudnia 2008 r. oraz nr 2010/228/EC, zezwalająca na wprowadzenie do obrotu produktów z przecieru i koncentratu, wydana 21 kwietnia 2010 r.
Produkty stanowiące lub zawierające w składzie sok z owoców noni, a pochodzące od innych producentów, są wprowadzane do obrotu na podstawie notyfikacji, korzystając z możliwości procedury uproszczonej. Przedsiębiorcy, którzy chcą wprowadzić na rynek nowy produkt, występują do jednostki naukowo-badawczej z wnioskiem o opinię, która potwierdzi, że przedmiotowy produkt jest odpowiednikiem soku z noni dopuszczonego do sprzedaży na terytorium Wspólnoty ww. decyzją Komisji nr 2003/426/EC. Po otrzymaniu opinii, przedsiębiorca notyfikuje chęć wprowadzenia do obrotu produktu do Komisji Europejskiej.

### Wpływ na wątrobę
W 2005 r. opublikowany został artykuł opisujący dwa przypadki rzekomego działania hepatotoksycznego soku z noni. Jak się okazało,  w pierwszym przypadku pacjent cierpiał na zespół Gilberta. Jest to choroba metaboliczna, przy której powinno unikać się zażywania paracetamolu. Opisywany mężczyzna zażył 20 gramów w ciągu tygodnia jednocześnie poszcząc, co zwiększyło potencjalną toksyczność tego leku. Stosował również preparat z Pinelii trójlistkowej (Pinellia ternata) od 2004 zakazanej w USA z uwagi na występujące poważne efekty uboczne, w tym uszkodzenie wątroby. 
Kolejny przypadek  opisany został w artykule w 2006 r. Dotyczył kobiety cierpiącej na stwardnienie rozsiane. Była ona leczona interferonem-beta, przy którym potwierdzony jest fakt występowania efektów ubocznych, w tym hepatotoksyczności.
Stwierdzono, że związek pomiędzy wyżej przedstawionymi przypadkami zapalenia wątroby i spożywaniem soku z noni jest mocno wątpliwy. Opublikowano odpowiedzi do tych sprawozdań w tych samych wydawnictwach.
W związku z tymi publikacjami komisja UE ponownie oceniła bezpieczeństwo soku z noni i stwierdzono, że jego spożywanie jest bezpieczne. Jednocześnie komisja odrzuciła, jako nieprzekonywające, wyjaśnienia zaproponowane przez autorów wcześniej wymienionych publikacji.
 
Z drugiej strony znane są badania dowodzące, że obecne w noni substancje nie są toksyczne dla wątroby nawet w dużych dawkach.